# Pemetrexed
Pemetrexed (tên thương mại Alimta) là hóa chất được sản xuất và phân phối bởi Eli Lilly and Company. Chỉ định trong điều trị  u trung biểu mô màng phổi và ung thư phổi không tế bào nhỏ.

## Chỉ định
Tháng 2 năm 2004, Cục quản lý Thực phẩm và Dược phẩm chấp thuận pemetrexed trong điều trị u trung biểu mô màng phổi ác tính kết hợp với cisplatin  cho bệnh nhân không thể phẫu thuật và không có chỉ định phẫu thuật triệt căn  Tháng 9 năm 2008, FDA tiếp tục chấp thuận pemetrexed kết hợp với cisplatin là điều trị bước một cho un g thư phổi không tế bào nhỏ (NSCLC) ở bệnh nhân có mô bệnh học không tế bào vảy. Nghiên cứu pha III đã cho thấy hiệu quả của sử dụng duy trì pemetrexed ở bệnh nhân NSCLC không tế bào vảy. Hiệu quả mới được biểu hiện trên u trung biểu mô phúc mạc ác tính. Các thử nghiệm lâm sàng đang kiểm tra hiệu quả điều trị của nó trên ung thư thực quản và các loại ung thư khác.

### Carboplatin
Pemetrexed cũng được khuyến cáo kết hợp với carboplatin cho việc điều trị bước một của ung thư phổ không tế bào nhỏ tiến triển. Tuy nhiên, hiệu quả hoặc độc tính tương ứng của pemetrexed-cisplatin so với pemetrexed-carboplatin vẫn chưa được xác định.

### Bổ sung
Bệnh nhân cần bổ sung thêm acid folic và vitamin B12kể cả khi các chỉ số ở mức bình thường khi sử dụng liệu pháp pemetrexed. (Trong các thử nghiệm lâm sàng u trung biểu mô, bổ sung acid folic và B12 giảm tỷ lệ các biến cố bất lợi) Sử dụng steroid (ví dụ như, dexamethasone 4 mg hai lần mỗi ngày) vào trước và ngày hôm sau khi truyền  Pemetrexed cũng được khuyến cáo để tránh bị phát ban.

## Tác dụng không mong muốn
Pemetrexed, cho dù dùng đơn độc hoặc kết hợp với cisplatin, đều có những tác dụng không mong muốn:
- Giảm tế bào máu được xác định bằng công thức máu.
- Tinh thần mệt mỏi và buồn ngủ. Mệt mỏi có thể được hạn chế bằng Provigil.[14]
- Buồn nôn và nôn, dự phòng bằng thuốc chống nôn.
- Tiêu chảy
- Viêm niêm mạc  miệng (loét miệng, họng hoặc môi). Loét miệng có thể được giảm nhẹ bằng vệ sinh răng miệng đúng cách, bao gồm cả súc miệng với nước muối sau khi ăn hay uống.[15]
- Mất cảm giác ngon miệng
- Phát ban. steroid được kê bởi bác sĩ vào trước và ngày hôm sau truyền hóa chất giúp tránh phát ban.
- Táo bón

## Cơ chế hoạt động
Pemetrexed tương tự với acid folic về mặt hóa học và thuộc nhóm thuốc hóa trị gọi là folat antimetabolites. Nó hoạt động bằng cách ức chế ba enzyme trong tổng hợp purine và pyrimidine —thymidylate synthase (TS), dihydrofolate reductase (DHFR), và glycinamide ribonucleotide formyltransferase (GARFT). Bằng cách ức chế hình thành tiền nucletide purin và pyrimidine, pemetrexed ngăn chặn sự hình thành DNA và ARN cần thiết cho sự tăng trưởng và sống của cả  tế bào bình thường và tế bào ung thư.